# Mausoleul lui Vasile Alecsandri

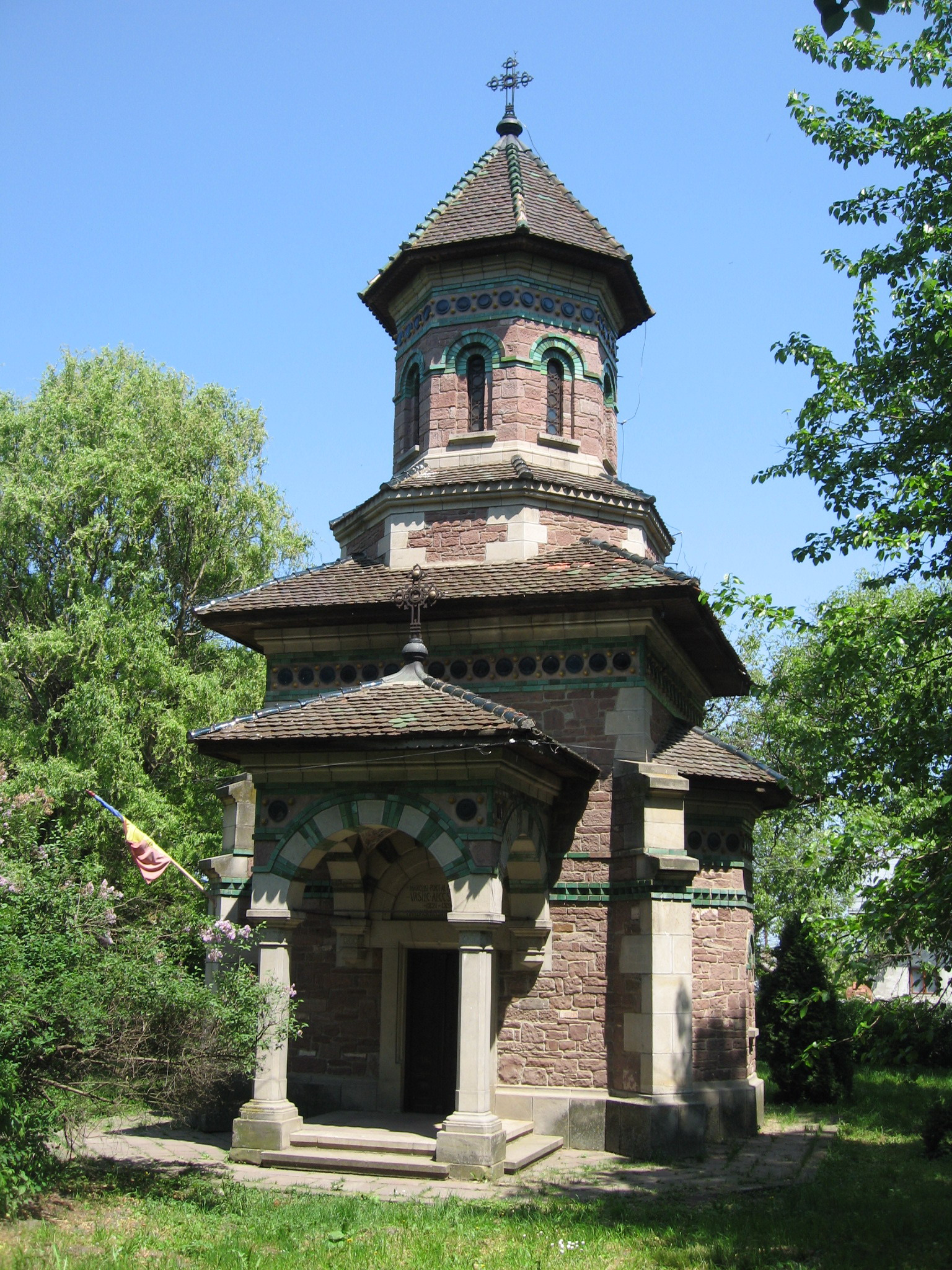
Mausoleul lui Vasile Alecsandri de la Mirceşti.

Mausoleul lui Vasile Alecsandri este un monument din satul Mircești (județul Iași), format dintr-o capelă mortuară unde a fost înmormântat poetul Vasile Alecsandri (1821-1890). El a fost construit în perioada 1925-1927, din inițiativa Academiei Române și cu sprijinul Ministerului Artelor, în curtea conacului de la Mircești. Planurile monumentului au fost realizate de arhitectul Nicolae Ghica-Budești, membru de onoare al Academiei Române.

## Descriere
Mausoleul lui Vasile Alecsandri a fost inclus pe Lista monumentelor istorice din județul Iași din anul 2015, alcătuită de Institutul Național al Monumentelor Istorice, având codul de clasificare  IS-IV-m-B-04202.02.  În această listă nu se specifică anul construcției.

## Istoric
Poetul Vasile Alecsandri și-a exprimat în testamentul său din 20 septembrie 1886 dorința ca soția sa să construiască o bisericuță în curtea casei, unde să fie înmormântat, folosindu-se la ridicarea ei lemnul din lunca Siretului. El a murit la 22 august 1890 de cancer la plămâni și la ficat. După ce i s-a făcut o autopsie într-o cameră aflată în spatele casei, trupul său a fost îmbălsămat și așezat în sicriu dublu, din metal și lemn, dotat cu un gemuleț de sticlă în dreptul feței.  Trupul său a fost înmormântat patru zile mai târziu într-un colț din grădina casei, pe care soția sa a donat-o Academiei Române în anul 1914. 
În decursul timpului, cei care au mers la Mircești pentru a se reculege la mormântul poetului, au deplâns starea monumentului, invocând "nerecunoștința neamului". După cum descria E.P. Eftimie într-un articol publicat în anul 1906 în ziarul "Liberalul" din Iași, cripta se afla într-o baracă de scânduri, cu lemnul înnegrit, putrezit de ploaie și plin de mușchi, înconjurată de vegetație abundentă. 
Între anii 1925-1927, din inițiativa Academiei Române și cu sprijinul Ministerului Artelor, a fost construit un mausoleu asemănător ctitoriilor voievodale moldovenești în curtea conacului de la Mircești. Locul construirii mausoleului a fost ales de academicienii Alexandru Lapedatu (ministrul cultelor și artelor) și Ioan Bianu. Planurile monumentului au fost realizate de către arhitectul Nicolae Ghica-Budești (1869-1943), membru de onoare al Academiei Române, de construcția lui s-a îngrijit arhitectul Alexandru Popovici, iar interiorul a fost pictat de Paul Molda.  Paul Molda a colaborat cu meșterul italian Leonardo Antonio, realizator al tencuielilor, pictorul N. Dauner, fost colaborator al lui Artur Verona la pictarea paraclisului de la Castelul Bran, Sebastian Constantinescu, fost elev și colaborator al lui André Lecomte du Noüy, la realizarea lucrărilor conform caietului de sarcini încheiat la 19 septembrie 1927.

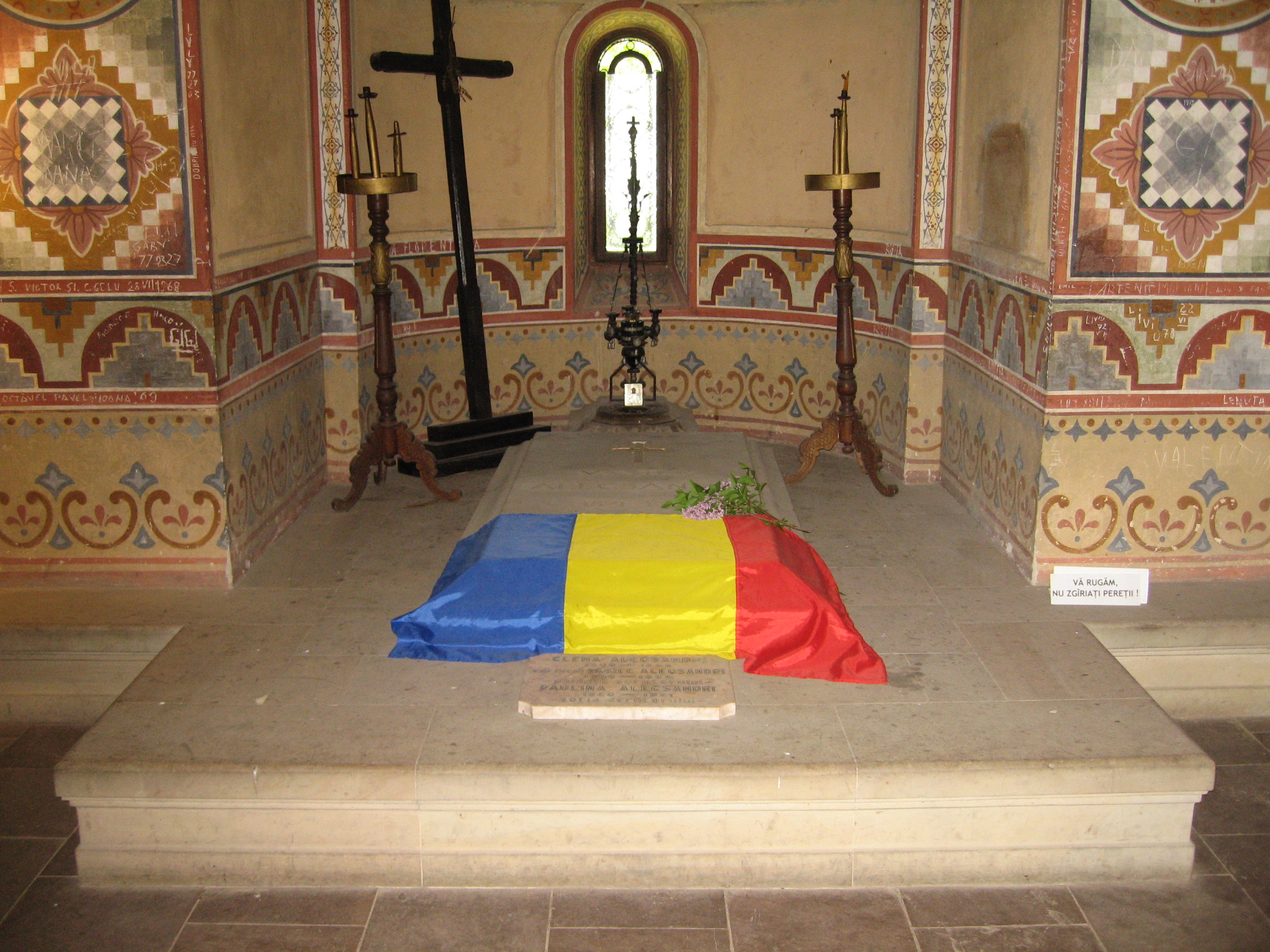
Mormântul lui Vasile Alecsandri.

La data de 19 mai 1928, "într-un cadru restrâns și fără mult fast" - după cum relatează articolul "La cripta lui Vasile Alecsandri" publicat în ziarul "Universul" din 23 mai 1928  -, în acest mausoleu au fost strămutate osemintele poetului, cu participarea președintelui Academiei Române, Emil Racoviță, și a nepoatelor poetului, Elena și Margareta Catargi, Maria Sturza etc. De asemenea, au mai fost înmormântate aici și rămășițele părinților poetului - vornicul Vasile Alecsandri (1792-1854) și Elena Alecsandri (1800-1842) - aduse prin grija soției lui Alecsandri de la Biserica "Sf. Spiridon" din Iași și așezate la dreapta poetului, precum și ale soției sale, Paulina Alecsandri (1840-1921), amplasate la stânga poetului. 
Mausoleul a fost inaugurat festiv două săptămâni mai târziu, la data de 3 iunie 1928, în prezența mai multor membri ai Academiei Române și a unor personalități politice și culturale ca Simion Mehedinți, I.Gh. Duca (ministrul instrucțiunii publice și cultelor), Alexandru Lapedatu (ministrul cultelor și artelor), Lucian Triteanu (episcopul Romanului), D.C. Istrati, George G. Mârzescu, I. Onciul, colonelul Anghelescu (adjutant regal), printre cei care au luat cuvântul numărându-se și scriitorul Mihail Sadoveanu, după cum se relatează în articolul "Pelerinajul Academiei la Mircești" publicat la 5 iunie 1928 în ziarul "Adevărul".
În partea stângă a mausoleului s-a pus o placă de piatră cu inscripția Constructor Al Popovici arhitect, iar în partea dreaptă o placă cu inscripția Architect N Ghica-Budești. Deasupra intrării, pe un semicerc de marmură aflat deasupra intrării în mausoleu se află o placă de marmură cu următoarea inscripție scrisă cu litere de bronz:
"-MARELUI POET AL NEAMULUI-
-VASILE ALECSANDRI-
-1821-1890-
-NAȚIUNEA RECUNOSCĂTOARE-"
Pe lângă placa funerară care acoperă cripta din interiorul mausoleului și pe care sunt gravate cu litere de bronz numele poetului și anii săi de viață (1821-1890), a fost amplasată o placă de marmură cu numele celorlalte trei persoane înmormântate în același loc (părinții și soția scriitorului). Pereții interiori ai mausoleului sunt pictați cu chipuri de sfinți și motive populare românești.

## Imagini

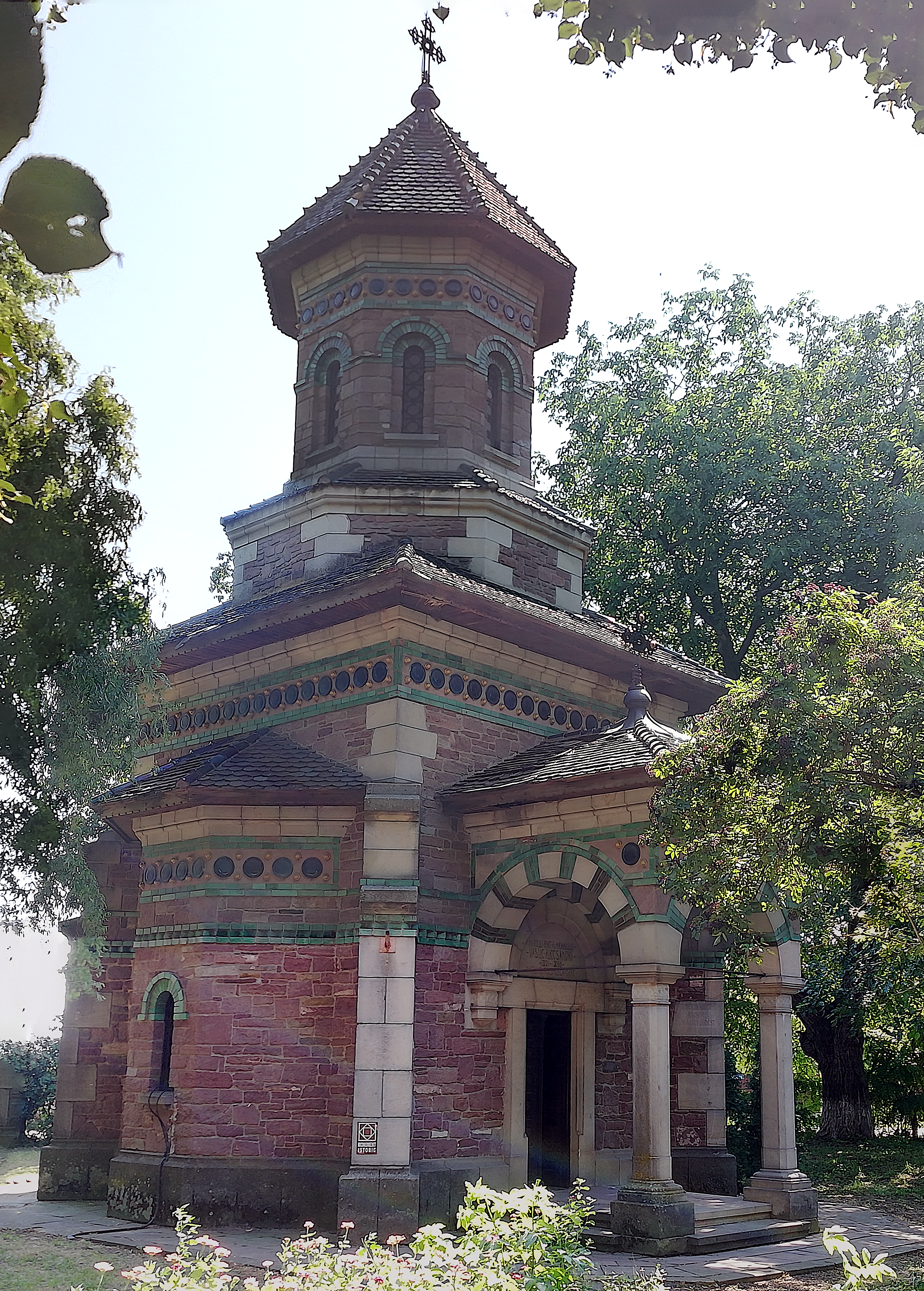
Mausoleul lui Vasile Alecsandri de la Mirceşti – vedere laterală
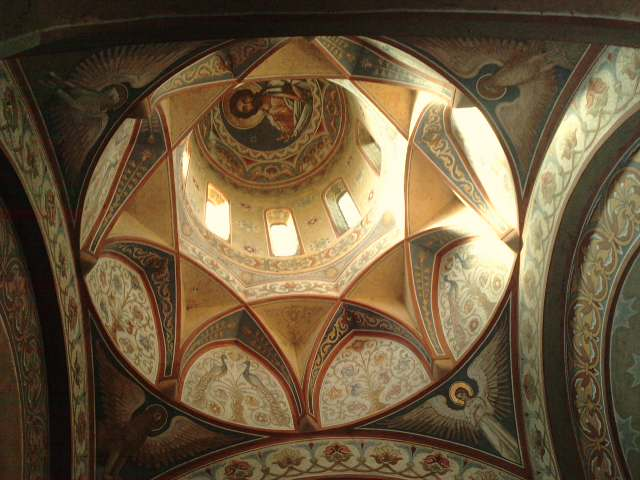
Cupola mausoleului
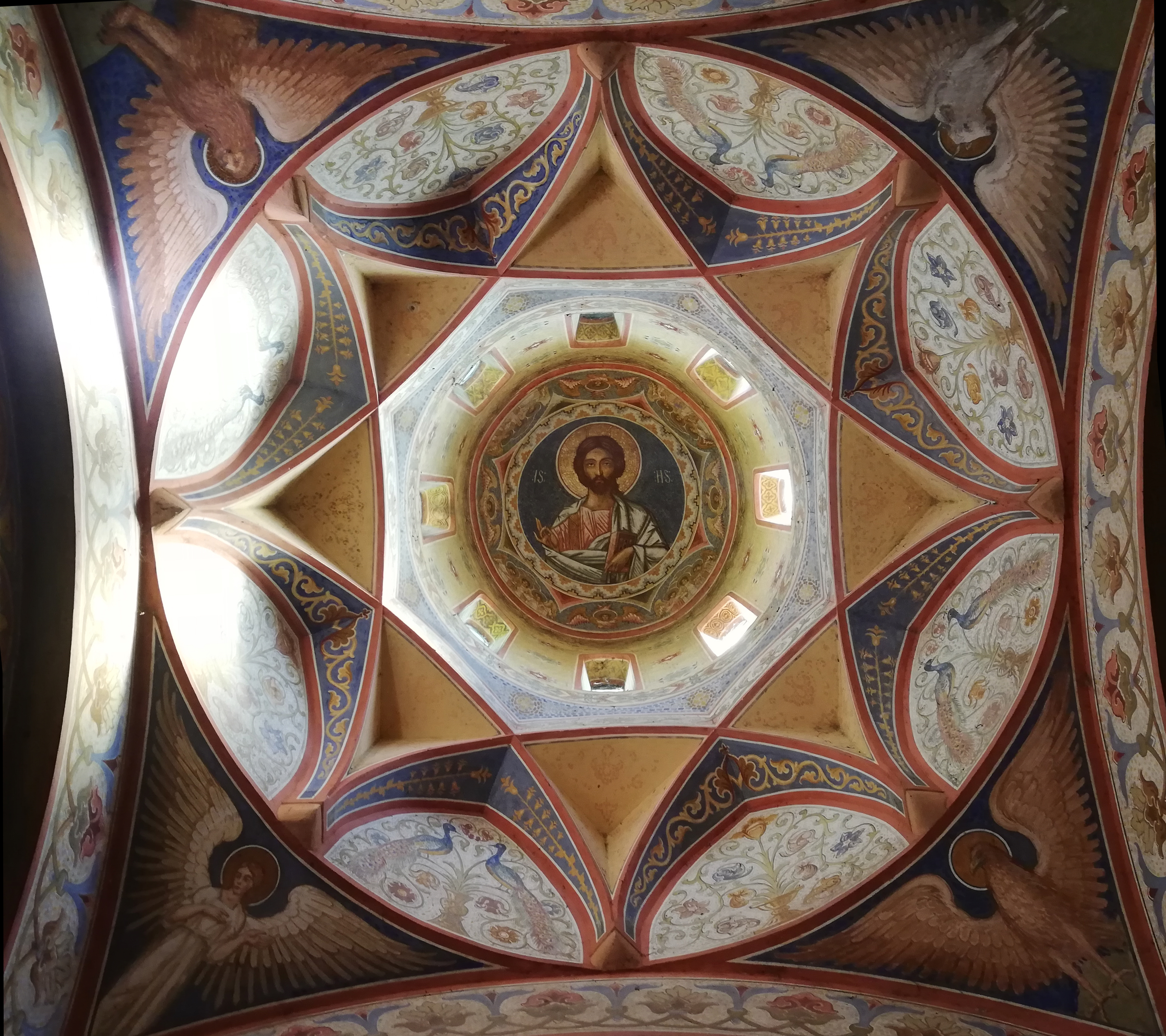
Detaliu cupolă
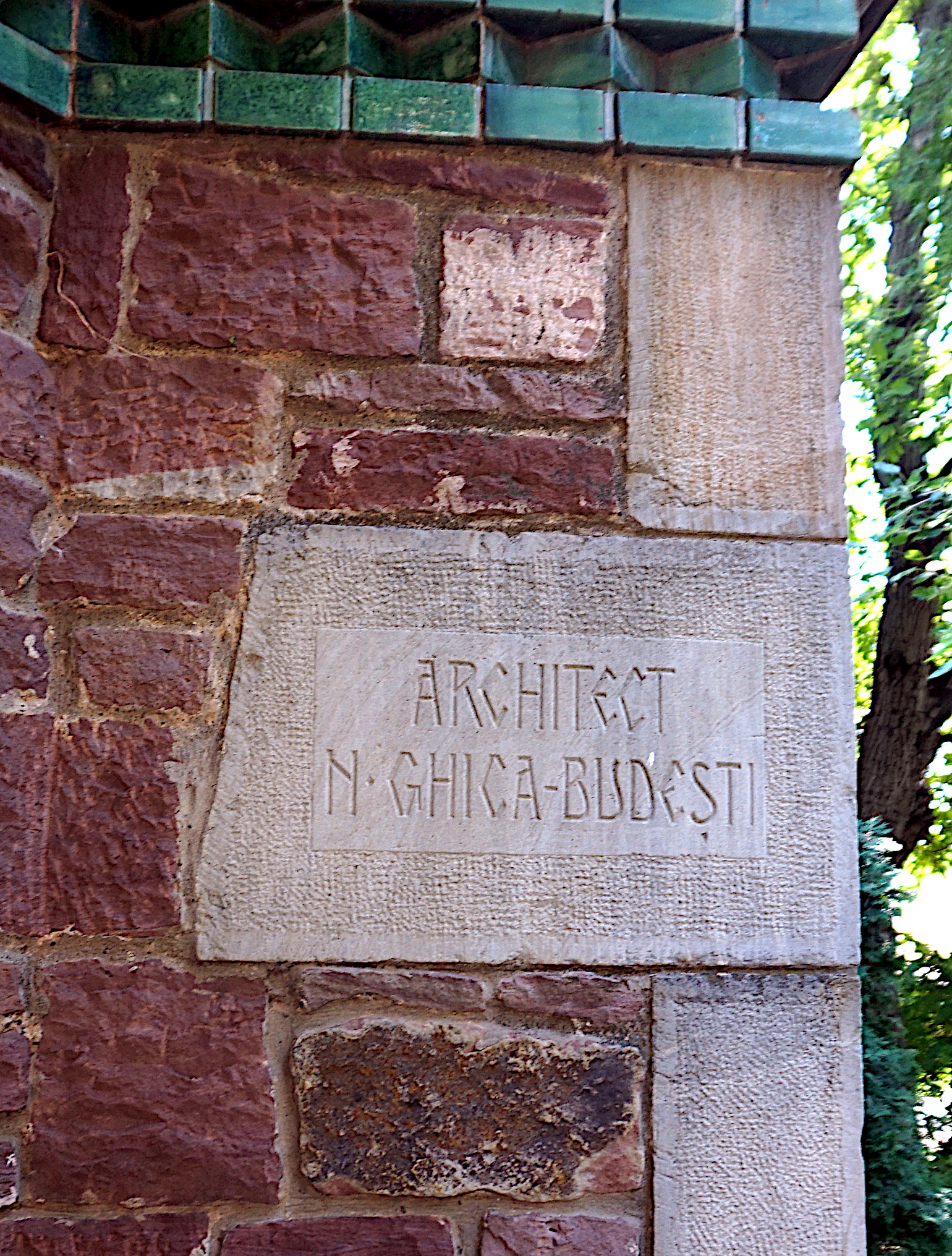
Mausoleul de la Mirceşti – detaliu: arhitect N. Ghica-Budești
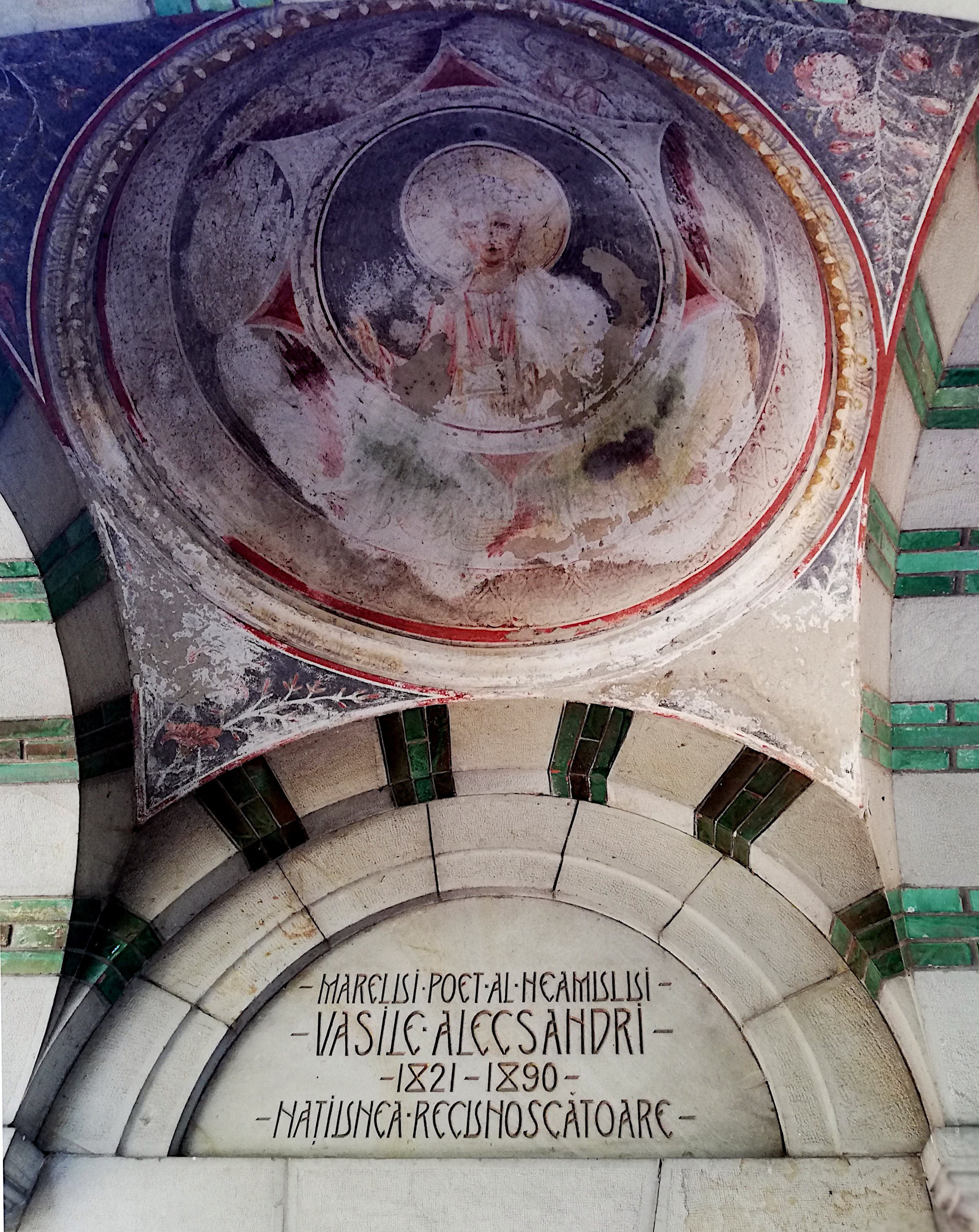
Dedicația de deasupra intrării în mausoleul lui Vasile Alecsandri